# Movimento Político Todos-Ucranianos "Independência do Estado da Ucrânia"
O Movimento Político Todos-Ucranianos "Independência do Estado da Ucrânia" foi um partido político na Ucrânia de 1990 a 2003.

## História
O partido foi fundado por dois ex-presos políticos e membros do Grupo Ucraniano de Helsinque: Zenoviy Krasivsky (1929–1991) e Ivan Kandyba (1930–2002) em Lviv em abril de 1990. Apenas ucranianos étnicos podiam se juntar ao partido, e apenas ucranianos eram considerado um grupo étnico indígena na Ucrânia (ucranianos e tártaros da Crimeia no caso da Crimeia). O partido atraiu membros nacionalistas mais radicais do que outros partidos que também clamavam pela independência da Ucrânia. Uma fusão com o Partido Republicano Ucraniano mais moderado foi rejeitada pelo partido em 1991. O partido se referiu à Declaração de Independência da Ucrânia como 'um pedaço de papel inútil", como afirmou em dezembro de 1991 que não havia Ucrânia independente; entretanto boicotou as eleições presidenciais de Dezembro de 1991.
A partir das eleições parlamentares de 1998 o partido existia apenas no papel. O partido (por escolha própria) não participou nas eleições parlamentares de 2002. 
Em 28 de maio de 2003, o Supremo Tribunal da Ucrânia retirou o registro da peça "por não atender à legislação ucraniana. O partido tentou contestar legalmente essa decisão, mas isso não trouxe nenhum resultado. No mesmo ano, o Ministério da Justiça da Ucrânia anulou o registro do partido.